# Americas in Transition
Americas in Transition ist ein US-amerikanischer Kurz-Dokumentarfilm von Obie Benz. Er handelt von US-amerikanischen Militärinterventionen in verschiedenen Ländern von Amerika.

## Handlung
In dem Film werden verschiedene Länder Lateinamerikas vorgestellt, deren Geschichte eng mit US-amerikanischen Interventionen verbunden ist. Zu Wort kommen unter anderem der ehemalige Botschafter Murat Williams, der ehemalige CIA-Director Lyman Kirkpatrick, Maryknoll-Missionarin Peggy Healy sowie der Schriftsteller Carlos Fuentes, der von 1975 bis 1977 mexikanischer Botschafter in Frankreich war.
Der Film beginnt mit der Darstellung der aktuellen Situation in Nicaragua. Befragt wurde über die vorgenannten hinaus auch Kulturminister Ernesto Cardenal, der die jetzigen Verhältnisse mit der kubanischen Revolution vergleicht.
Nächste Station ist Guatemala, die als Exportnation für Bananen galt. Der Film erzählt von der kurzen Phase der Demokratie, bis Jacobo Árbenz Guzmán sich mit der United Fruit Company anlegte. Diese erfanden eine Lüge über eine kommunistische Verschwörung und die Vereinigten Staaten unterstützten die Truppen von Diktator Carlos Castillo Armas. Der Film zeigt nun die aktuelle Situation mit Fernando Romeo Lucas García an der Spitze des Staates. Während der Staat selbst wohlhabend ist, ist die Bevölkerung, insbesondere die indianischen Ureinwohner, verarmt und Opfer verschiedener Todesschwadronen. Es folgt ein Rückblick auf anti-amerikanischer Proteste gegen Richard Nixon. Anschließend wird General Smedley Darlington Butler vorgestellt und aus dessen Biografie zitiert.
Weiter geht es mit Kuba und der US-amerikanischen Reaktion auf die Kubanische Revolution. Es folgt ein Ausschnitt aus einem US-amerikanischen Propagandafilm, der sich mit Guerilla-Techniken sowie der Ausbildung kubanischer Soldaten beschäftigt.
Anschließend wird die Dominikanische Republik gezeigt. Dort beginnt der Film beim Sturz von Rafael Trujillo und zeigt eine Rede von Juan Bosch, der jedoch mit Hilfe US-amerikanischer Truppen kurz darauf unter dem Vorwurf kommunistischer Umtriebe abgesetzt wurde. Auch in Chile haben die Vereinigten Staaten ihre Finger im Spiel, als sie Augusto Pinochets Militärdiktatur unterstützten. Auch in El Salvador haben sich die Vereinigten Staaten hinter die Militärtruppen gestellt. Dort entsteht zum Zeitpunkt des Films ein blutiger Bürgerkrieg. Angesprochen wurden die Morde an Óscar Romero sowie am Landbesitzer Enrique Alvarez sowie die Machenschaften der Todesschwadronen.
Neben mahnenden Worten von Williams und Fuentes wird der Film mit Auszügen aus der Verfassung der Vereinigten Staaten und Filmaufnahmen von friedlichen Prozessen in El Salvador beendet.

## Hintergrund
Der Film war eine Reaktion auf den rechten Dokumentarfilm Attack on the Americas, der die US-Interventionen in Lateinamerika befürwortete.

## Rezeption
Der Film wurde als herausragender Dokumentarfilm wahrgenommen. So nannte Ardis Nelson von der Florida State University den Film eine „kohärente Interpretation“ der Geschichte eines Kontinents, „dessen Probleme durch eine unvollständige Presseberichterstattung n und eine inkonsistente US-Politik verschleiert werden.“ Die Los Angeles Times erklärte den Film zu einem Pflichtfilm für jeden Amerikaner. Während die Kritiken überwiegend positiv waren, wurde der Film aber auch als einseitig kritisiert, unter anderem von Arthur Unger im Christian Science Monitor. Ed Asner, der die Sprecherrolle verkörperte verlor wegen des Films sowie einer Rede, die er mit Bezug auf dem Film über die Todesschwadronen in El Salvador hielt, seine Serie Lou Grant auf CBS.
Der Film wurde bei der Oscarverleihung 1982 in der Kategorie Bester Dokumentar-Kurzfilm nominiert, verlor aber gegen Close Harmony. Daneben gewann er die Blue Ribbon auf dem American Film & Video Festival 1982, den Golden Eagle des Council on International Nontheatrical Events (CINE) und wurde als bester Film des National Educational Film Festivals 1982 ausgezeichnet.